# Lenovo Center
Lenovo Center é uma arena em Raleigh, Carolina do Norte, Estados Unidos, mais conhecida por ser o ginásio usado pelo Carolina Hurricanes, time de hóquei no gelo da National Hockey League.